# John Simplot
John Richard Simplot (* 4. Januar 1909 in Dubuque, Iowa; † 25. Mai 2008 in Boise, Idaho) war ein US-amerikanischer Unternehmer im Bereich der Lebensmittelindustrie. Sein Vermögen wurde im Jahr 2005 auf ca. 2,5 Milliarden US-Dollar geschätzt.
Sein Unternehmen J.R. Simplot Company gilt als Erfinder der Tiefkühlpommes. Er erkannte, dass das Tiefkühlen von Pommes frites eine sehr profitable Angelegenheit sein könnte. 1948 unternahm seine Firma erste, zunächst eher erfolglose Anstrengungen, tiefgekühlte Pommes frites herzustellen. Die Tiefkühlpommes sanken auf den Boden der Frittierkörbe und wurden nicht gleichmäßig frittiert. 1953 schließlich meldete Simplot sein Patent für tiefgefrorene Pommes frites an.
Simplot beliefert McDonald’s.

## J. R. Simplot Company
Die mittlerweile international tätige Firma hat rund 10.000 Mitarbeiter; die Geschäftsfelder umfassen Lebensmittelproduktion (Gemüse-, Fisch- und Fleischverarbeitung, insbesondere zu Fertiggerichten) und Verpackung, Ranchbetrieb und Rindermast, bergmännischer Abbau von Phosphaten und Silikaten, Düngerproduktion und -vertrieb, Samenbau (Gräser), Viehfutterproduktion sowie Einzelhandel.

## Familie
John Simplots Tochter Gay war von 1964 bis 1992 mit dem Politiker Butch Otter verheiratet.